# Rotschnabelalk
Der Rotschnabelalk (Aethia psittacula, die frühere Einordnung Cyclorrhynchus psittacula ist nicht mehr gebräuchlich) ist ein kleiner, monotypischer Meeresvogel des nördlichen Pazifiks, der zur Familie der Alkenvögel gehört. Er brütet auf Inseln, die weit vor der Küste Alaskas bzw. Kamtschatkas liegen. Die IUCN schätzt die Art derzeit als ungefährdet ein.

## Erscheinungsbild
Der Rotschnabelalk erreicht eine Körperlänge von 25 Zentimetern. Männchen sind tendenziell etwas schwerer und wiegen durchschnittlich 292 Gramm, die Weibchen dagegen 266 Gramm. Es handelt sich um einen kräftig gebauten Alkenvogel mit einem ungewöhnlich kurzen und sehr kräftigen, roten Schnabel, der im Profil fast rund wirkt. Die Zunge ist auffällig rosafarben, was bei rufenden Vögeln gut sichtbar ist. Die Iris ist auffällig weiß. Der Hals ist verhältnismäßig lang, die Flügel sind gerundet und die Füße im Verhältnis zur Körpergröße ungewöhnlich groß. An Land ist die Körperhaltung aufrecht. Rotschnabelalken bewegen sich mit einer für Alkenvögel vergleichsweise großen Geschicklichkeit. Sie sind ausdauernde Flieger. 
Im Prachtkleid hat der Rotschnabelalk ein überwiegend schwarzes bis schwarzgraues Gefieder. Lediglich die untere Brusthälfte und der Bauch sowie ein vom Auge ausgehender Strich sind weiß. Bei schwimmenden Rotschnabelalken ist nur die dunkle Körperoberseite sichtbar. Im Schlichtkleid sind auch die Kehle und das Kinn weiß, der weiße Augenstrich ist weniger ausgeprägt. 
Jungvögel ähneln adulten Vögeln im Schlichtkleid, haben aber kleinere und vor allem dunkel gefärbte Schnäbel. Zweijährige noch nicht geschlechtsreife Vögel weisen an der Kehle noch kleine, weiße Flecken auf.
An Land ist der Rotschnabelalk aufgrund seiner Körperhaltung, des weißen Streifs hinter dem Auge und dem kräftigen, kurzen und roten Schnabel mit keinem anderen Alkenvogel zu verwechseln. Auf hoher See bestehen dagegen Verwechslungsmöglichkeiten mit dem Zwerg-, Bart-, Schopf, Aleuten- und Nashornalk.

## Stimme
Ähnlich wie der Aleutenalk ist der Rotschnabelalk eine sehr ruffreudige Art. Sowohl Paare als auch einzelne Männchen rufen, wenn sie sich in der Nähe ihrer Bruthöhlen befinden. Rufende Vögel legen dabei ihren Kopf nach oben. Während der Balz rufen die Paare auch gemeinsam. 

## Verbreitungsgebiet
Der Rotschnabelalk ist ein Brutvogel des Nordpazifiks. Er hält sich bevorzugt auf Gewässern auf, die im Sommer eine Oberflächentemperatur von zwei bis fünfzehn Grad Celsius und im Winter eine Oberflächentemperatur von zwei bis acht Grad Celsius aufweisen. Grundsätzlich hält sich der Rotschnabelalk mehr als der Nashornalk und andere Arten der Gattung Aethia auf offener See auf.
In Asien erstreckt sich sein Brutareal von den Kurilen und dem Ochotskischen Meer über die Kommandeurinseln bis vereinzelt an die Küste der Kamtschatka-Halbinsel und der Tschuktschen-Halbinsel. An der nordamerikanischen Küste brütet der Rotschnabelalk im Norden des Golf von Alaska, darunter auf den Shumagin Islands, den Semidi Islands, der Tschirikow-Insel sowie den Aleuten und auf Inseln der Beringstraße. Die nördlichste Brutkolonie findet sich auf der 29 Quadratkilometer großen Ratmanow-Insel, dem östlichsten Punkt Russlands. Die südöstlichste Brutkolonie liegt wahrscheinlich auf einer Insel vor der Küste von Sitka im Südosten Alaskas und die südwestlichste nahe Sachalin im Ochotskischen Meer.
Während des Winterhalbjahres halten sich Rotschnabelalken vereinzelt in den Küstengewässern von British Columbia, Washington, Oregon und Kalifornien auf. Ein Irrgast fand sich sogar auf einem See in Schweden ein.

## Nahrung
Der Rotschnabelalk frisst eine große Bandbreite kleiner Lebewesen des Zooplanktons. Eine besondere Rolle spielen in seiner Ernährung kleine Quallen sowie Plankton, das mit Quallen assoziiert wird. Seine spezifische Schnabelform wird auf diese Nahrungspräferenz zurückgeführt. Sie finden ihre Nahrung überwiegend an der Wasseroberfläche und ihre Nahrung besteht überwiegend aus Tieren, die kein Fluchtverhalten aufweisen. Studien zum Tauchverhalten dieser Art fehlen bislang, aber es ist nicht wahrscheinlich, dass Rotschnabelalken ausgesprochene gute und schnelle Taucher sind.

## Fortpflanzung

### Brutkolonie und Paarbeziehung
Die Anwesenheit des Rotschnabelalken in den Brutkolonien ist weniger synchronisiert als dies bei anderen Aethia-Arten der Fall ist. Auch die Dichte der Nisthöhlen in der Brutkolonie ist geringer. Dort, wo sie dieselben Brutkolonien wie andere Aethia-Arten nutzen, nehmen sie nur selten an den Überflügen über den Kolonien teil, wie dies für die anderen Arten ihrer Gattung charakteristisch ist. Normalerweise versammeln sich in den frühen Morgenstunden kleine Gruppen von zehn bis vierzig Rotschnabelalken in den Küstengewässern vor den Brutkolonien und fliegen von dort aus einzeln oder zu zweit zu den Bruthöhlen. Die Aktivitäten in der Brutkolonie sind ebenfalls verhältnismäßig wenig gleichgerichtet. Aggressives Verhalten gegenüber den Artgenossen ist relativ selten, was sie vom Zwergalk und Schopfalk deutlich unterscheidet. 
Rotschnabelalke sind in einem Alter von drei oder vier Jahren geschlechtsreif und führen eine monogame Saisonehe. Paarungen außerhalb der Paarbeziehung kommen vor, sind aber verhältnismäßig selten. Frisch verpaarte Paare kopulieren etwa 1,5 Mal pro Stunde. Die Kopulationen finden ausschließlich auf hoher See statt, ihnen folgt ein intensives Schnäbeln und gemeinsames Rufen.

### Nest
Rotschnabelalke sind verglichen mit anderen Alkenvögeln des Nordpazifiks bei ihren Niststandorten nicht sehr spezialisiert. Auf Inseln, auf denen Säuger fehlen, die Prädatoren der Rotschnabelalken sind, brüten Rotschnabelalke in Spalten zwischen Felsen an der Küste und an Kliffen. Sie nutzen außerdem sanft geneigte Hügel, in denen sie sich Nisthöhlen graben. Ihre Fähigkeit, Baue selber zu graben, ist vermutlich der Grund für ihre ungewöhnlich großen Füße. Auf Inseln wie beispielsweise den Pribilof Islands, wo Füchse leben, begrenzen sich ihre Niststandorte auf unzugängliche Klippen. Der Abstand zwischen einzelnen Rotschnabelalken-Nester beträgt gewöhnlich mehrere hundert Meter. In Brutkolonien sind sie gelegentlich mit Zwergalken und Schopfalken vergesellschaftet. Sie meiden aber auch hier die unmittelbare Nähe zu Nestern dieser Art.

### Eier und Jungvögel
Der Zeitpunkt der Eiablage fällt auf den westlichen Aleuten in den Zeitraum von Ende Mai bis Mitte Juni. Auf den Pribilof Islands, die etwas nördlicher liegen, fällt der Zeitraum der Eiablage in die erste Junihälfte. Grundsätzlich beeinflusst in den nördlicher gelegenen Kolonien der Zeitpunkt der Schneeschmelze den Beginn der Fortpflanzungszeit. Das Gelege besteht nur aus einem Ei. Dieses ist elliptisch und weist eine glatte Schalenfläche auf. Die Eischale ist weißlich und hat gelegentlich einen bläulichen oder grünlichen Stich. Charakteristisch ist, dass die Eier während der Brutzeit durch den Dreck in der Bruthöhle zunehmend schmutziger werden. Frisch gelegte Eier haben ein durchschnittliches Gewicht von 37,6 Gramm, was 14 Prozent der Körpermasse eines ausgewachsenen Rotschnabelalkes entspricht. An der Bebrütung des Eis sind beide Elternvögel beteiligt. Sie bilden zwei parallel verlaufende Brutflecken aus, die sehr schnell nach dem Schlupf des Jungvogels wieder mit Federn bedeckt sind. Die Brutzeit beträgt durchschnittlich 35,2 Tage. Der weibliche und männliche Elternvogel wechseln sich gewöhnlich in einem Intervall von 24 Stunden mit der Bebrütung ab.
Zum Schlupfzeitpunkt wiegt der Jungvogel etwa 20 Gramm. Er wird am ersten Tag nach dem Schlüpfen ununterbrochen gehudert, danach nimmt das Hudern während des Tages stetig ab, bis die Elternvögel den etwa eine Woche alten Jungvogel tagsüber allein lassen. Mehrmals am Tag tragen die Elternvögel Nahrung heran. Die Nestlingszeit beträgt durchschnittlich 26 Tage. Jungvögel fliegen ohne Begleitung der Elternvögel auf das offene Meer. Es gibt kein Indiz, dass die Elternvögel den Jungvogel nach der Flüggewerden weiter betreuen.

### Bruterfolg und Lebenserwartung
Geschätzt wird, dass pro 100 brütenden Rotschnabelalkenpaare etwa 50 Jungvögel flügge werden. Zu den Prädatoren zählen Polar- und Rotfuchs, die vor allem adulte Vögel schlagen, sowie Wühlmäuse, die Eier und Jungvögel fressen. Rotschnabelalke werden außerdem von Kamtschatkamöwen, Beringmöwen, Weißkopfseeadlern, Riesenseeadlern, Gerfalken und Wanderfalken geschlagen.
Die Lebenserwartung ist noch nicht sehr gut untersucht. Auf einer Insel im Ochotskischen Meer, wo diese Art etwas intensiver studiert wurde, kehrten 93 Prozent der markierten Rotschnabelalke im nächsten Jahr wieder zum Brüten zurück.

## Bestand
Mit einer geschätzten Population von über einer Million Individuen gilt diese Art nicht als bedroht. Eine genaue Bestandsaufnahme fehlt, da vor allem die an den asiatischen Küsten brütenden Vögel noch nie gezählt wurden. Die Zahl der im Ochotskischen Meer brütenden Vögel wird auf 300.000 geschätzt. Auf den Aleuten ist der Bestand stark rückläufig, seit dort Polarfüchse eingeführt wurden, um den Pelzhandel zu fördern. Wie viele andere Alkenvögel ist der Bestand vermutlich auch durch die Ölverschmutzung des Meeres beeinflusst, allerdings ist der genaue Einfluss bislang nicht untersucht. Der Rotschnabelalk reagiert aber besonders empfindlich auf kleine, im Meer treibende Plastikpartikel. 94 Prozent der auf hoher See geschossenen Rotalken hatten solches Plastik im Kropf. Der Einfluss auf den Gesundheitszustand der Vögel ist jedoch noch nicht abschließend untersucht.

## Belege

### Einzelbelege
1. ↑   Rotschnabelalk auf Avibase, aufgerufen am 22. Oktober 2010
2. ↑  Factsheet auf BirdLife International
3. ↑   Gaston et al., S. 236
4. ↑   Gaston et al., S. 238
5. ↑   Gaston et al., S. 239
6. ↑   Gaston et al., S. 236
7. ↑   Gaston et al., S. 236
8. ↑   Gaston et al., S. 238
9. ↑   Gaston et al., S. 239
10. ↑   Gaston et al., S. 240
11. ↑   Gaston et al., S. 240
12. ↑   Gaston et al., S. 240
13. ↑   Gaston et al., S. 241
14. ↑   Gaston et al., S. 241
15. ↑   Gaston et al., S. 241
16. ↑   Gaston et al., S. 241
17. ↑   Gaston et al., S. 242
18. ↑   Gaston et al., S. 238